# Marie-Désiré Bourgoin
Marie-Désiré Bourgoin, né le 11 avril 1839 à Paris et mort le 24 septembre 1911 à Bois-le-Roi, est un compositeur et peintre français.

## Biographie
Marie-Désiré Bourgoin est le fils de François Philbert Bourgoin, commissionnaire en marchandises, et Agnès Joséphine Vallière.
Il épouse Marie Denise Rigaux; l'architecte Ernest Pergod et le peintre Gustave Guillaumet sont les témoins majeurs du mariage. Leur fille Pauline Bourgoin épousera l'artiste décorateur Ernest Leleu en 1897.
Aquarelliste, il est élève de Jean Baptiste Fortuné de Fournier et peint principalement des paysages.
Il expose à la Galerie Bernheim-Jeune en 1888. Il collabore avec Théodore de Banville et devient le professeur de Sarah Bernhardt ; il réalise un portrait de la tragédienne en 1889. Le musée du Luxembourg possède plusieurs de ses tableaux.
Sa seconde passion est la composition musicale, et plusieurs de ses morceaux symphoniques sont diffusés.
Il meurt à son domicile le 24 septembre 1911.

## Hommage
- À Bois-le-Roi (Seine-et-Marne), une rue porte le nom de l'artiste.